# Raj zaista postoji
Raj zaista postoji (eng. Heaven is for Real: A Little Boy's Astounding Story of His Trip to Heaven and Back), roman američkih autora Todda Burpa i Lynn Vincent.
Knjiga je 2010. bila New York Timesova najprodavanija knjiga kršćanske literature. Knjiga je postigla višemilijunsku nakladu. Pripovijest je o blisko iskustvo sa smrću Burpova trogodišnjeg sina Coltona. 
2014. godine snimljen je istoimeni film.

## Radnja
Dječak Colton Burpo (sin protestantskog pastora) bio je na granici između života i smrti, no ipak je preživio zahvaljujući hitnom kirurškom zahvatu. Njegova obitelj bila je presretna i zahvalna zbog čudesnog oporavka. Ali, oni nisu očekivali priču koju je Colton počeo spontano otkrivati sljedećih mjeseci – priču toplu i čudesnu koja potanko opisuje put njihova sinčića do raja i natrag. Colton je s nepune četiri godine rekao roditeljima kako je tijekom operacije napustio tijelo – a tu je tvrdnju potkrijepio točno opisujući što su njegovi roditelji radili u drugom dijelu bolnice dok je on ležao na operacijskom stolu. Govorio je o svojemu posjetu raju te prepričavao priče koje su mu ispripovijedali ljudi koje je ondje sreo, ali ih za života nije upoznao, otkrivajući događaje koji su se dogodili i prije njegova rođenja. Svoje je roditelje zapanjio i opisima te malo poznatim pojedinostima o raju, koje su se u potpunosti podudarale s Biblijom, iako još nije znao čitati. Dječje nevino i otvoreno Colton govori o susretu s odavno preminulim članovima obitelji. Opisuje Isusa, anđele te kako je Bog "jako, jako velik" i koliko nas voli. Coltonova priča, koju njegov otac pripovijeda dječakovim jednostavnim riječima, nudi uvid u svijet koji nas čeka i u kojemu, kao što Colton kaže: "Nitko nije star i nitko ne nosi naočale."